# Jakub Šebesta
Jakub Šebesta (ur. 16 listopada 1948 w Krumvířu) – czeski urzędnik państwowy, długoletni dyrektor generalny Czeskiej Państwowej Inspekcji Rolnej i Żywnościowej (SZPI), w latach 2009–2010 minister rolnictwa.

## Życiorys
Ukończył studia z zakresu ogrodnictwa w Wyższej Szkole Rolniczej w Brnie, specjalizując się w winogrodnictwie. W latach 1972–1976 kierował działem uprawy winorośli w spółdzielni rolniczej w swojej rodzinnej miejscowości. Od 1976 zawodowo związany z inspekcją zajmującą się oceną jakości żywności. W 1990 został dyrektorem oddziału wojewódzkiego ówczesnej służby ČZPI w Brnie. W 1992 powołano go na dyrektora generalnego Czeskiej Państwowej Inspekcji Rolnej i Żywnościowej.
Od maja 2009 do lipca 2010 sprawował urząd ministra rolnictwa w technicznym rządzie Jana Fischera. Od marca do kwietnia 2010 jednocześnie czasowo kierował resortem środowiska. Powrócił następnie do SZPI, funkcję dyrektora generalnego tej służby pełnił do czasu swojej rezygnacji w 2013.